# 大津市警察
大津市警察（おおつしけいさつ）は、かつて存在した滋賀県大津市の自治体警察。

## 概要
従来の滋賀県警察部が解体され、1948年（昭和23年）3月7日に大津市警察署が設置された。同年5月に大津市警察を支援する「警察後援会」が誕生している。
1951年（昭和26年）3月に昭和天皇の行幸の警備にあたっている。
1954年（昭和29年）に新警察法が公布された。これにより国家地方警察と自治体警察が廃止され、新たに都道府県警察として滋賀県警察が発足。大津市警察も滋賀県警察に統合され、姿を消した。